# Конина

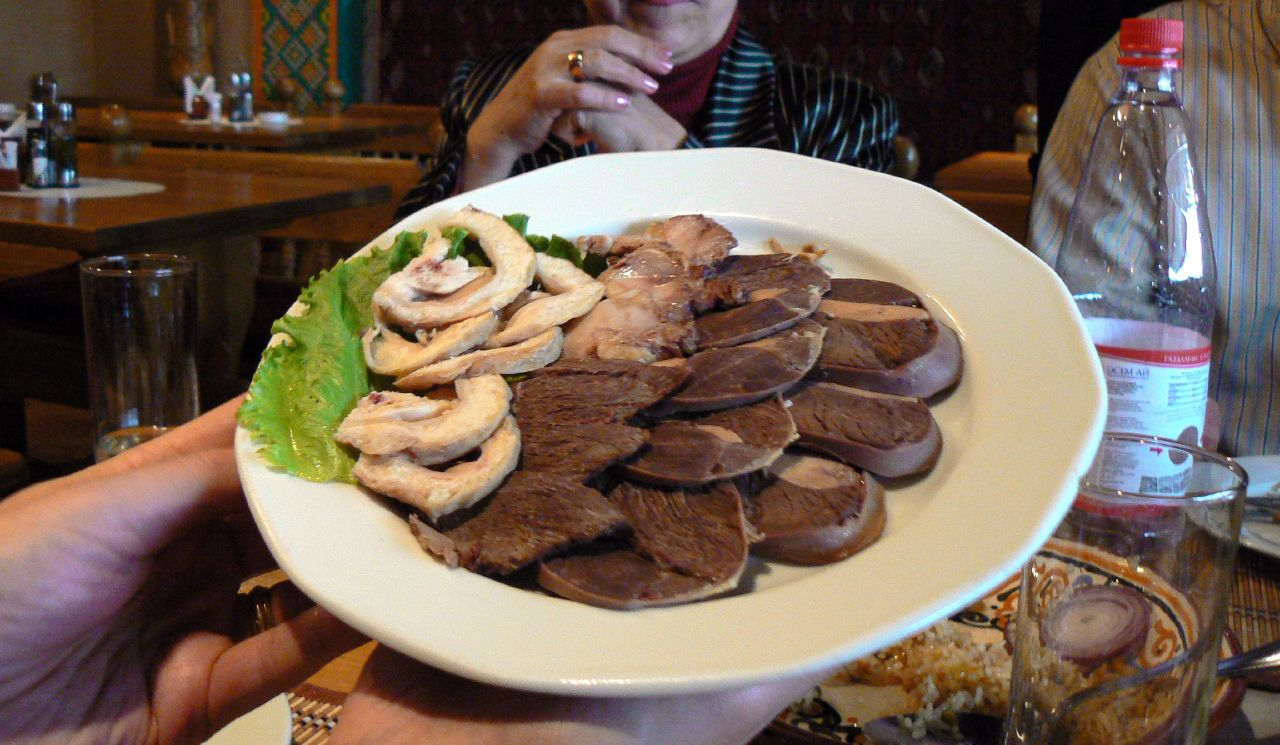
Скибочки ковбаси з конини — кази

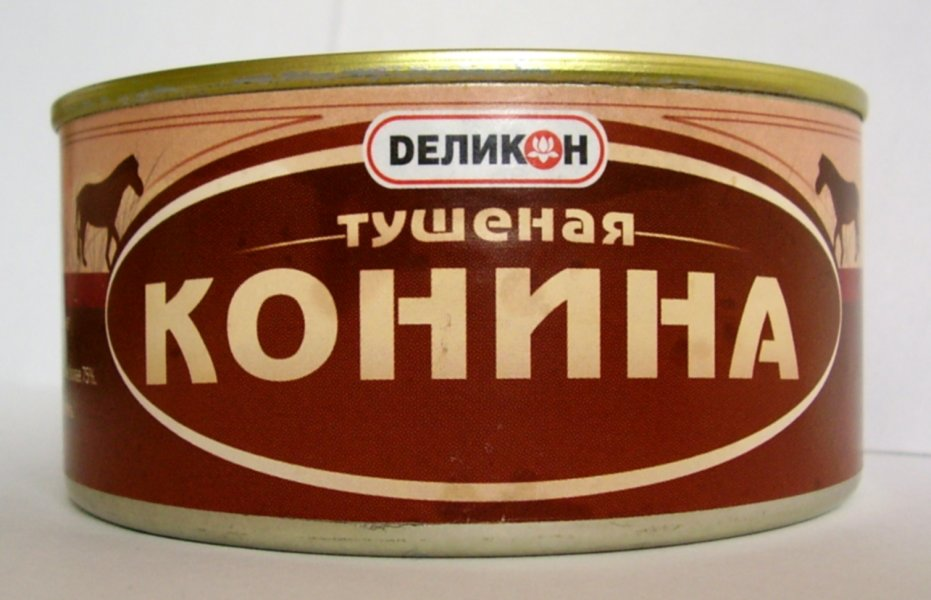
Тушена конина

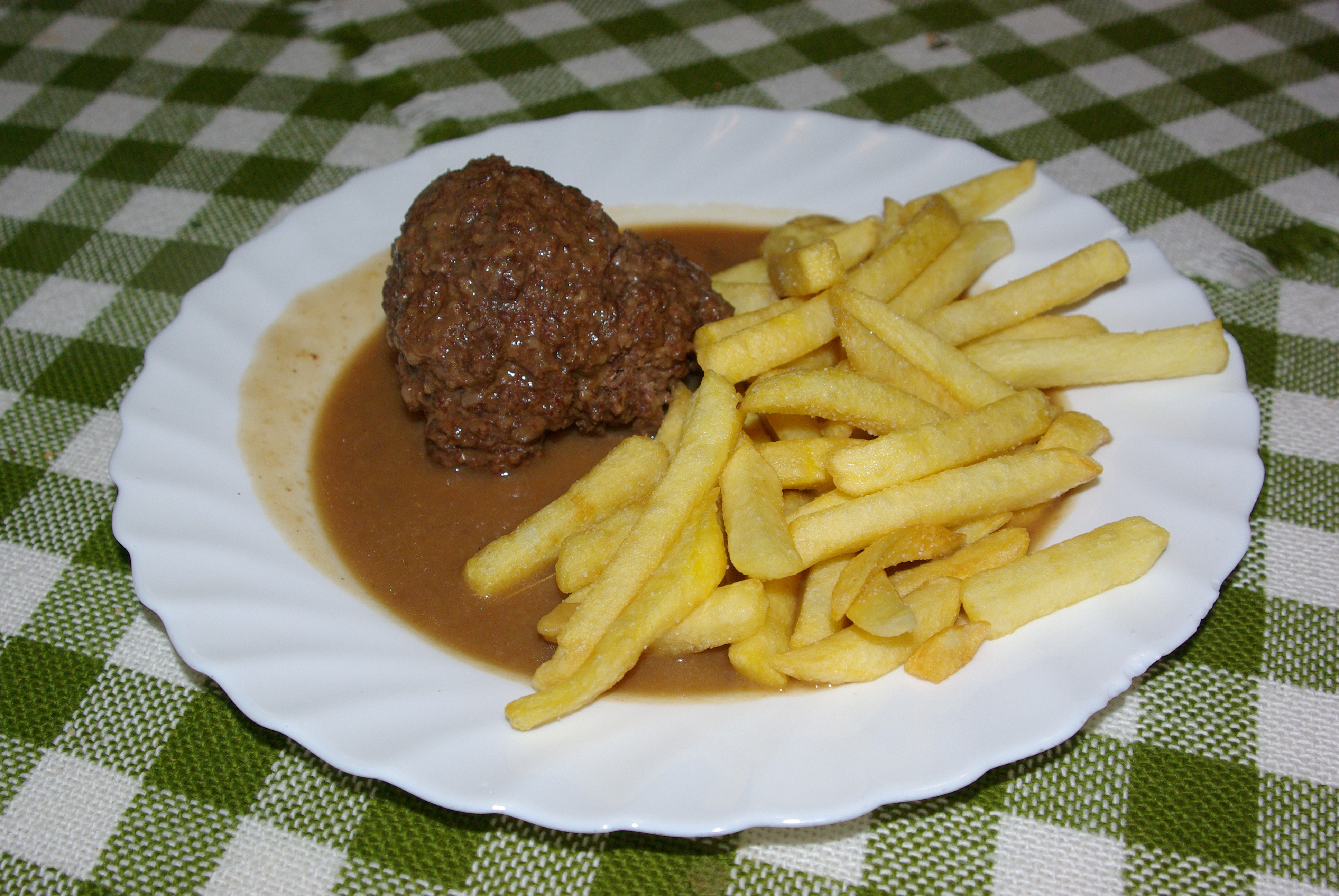
М'ясо з гарніром

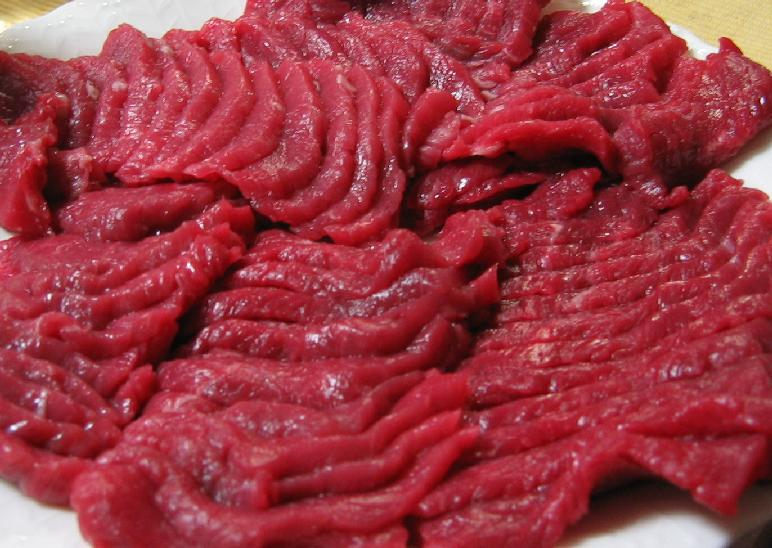
Японська страва Басас

Конина — м'ясо коней при вживанні в їжу.
Зазвичай споживається м'ясо підрослих лошат і зовсім молодих коней (вік 2-3 роки), м'ясо варять близько двох годин. Найкращим вважається м'ясо лошати 9-10 місяців або однорічного стригунка.
Конина відрізняється специфічним смаком і є звичайною і улюбленою стравою у кочових народів. Конина завжди була важливою частиною (іноді і ключовою) раціону кочових тюркських і монгольських народів Азії (особливо цінується карта, варена ковбаса кази і Чучук), також як і скисле молоко коней — кумис.
Основним є пасовищне розведення, що вимагає значних угідь. Допускається коротке (максимум 40-45 днів) стійлове утримання для відгодівлі. Більш тривале утримання в неволі позначається самим негативним чином на смакових якостях м'яса, його консистенції і ніде не практикується. У середовищі осілих землеробських народів вживання конини в їжу, як правило, широко не поширене.
Конина вживається при виготовленні деяких сортів ковбас для додання деякої в'язкості і пружності, а також пікантного присмаку.
Сільськогосподарське значення конини дуже сильно залежить від місцевих природно-географічних умов; наприклад, у всій Європі розводити коней на м'ясо вигідно тільки в Угорщині.
Відомо також, що кінська ковбаса — це делікатес. Міф про погані смакові якості конини, поширений серед європейців, можливо, пов'язаний з тим, що під час відступу з Москви солдати Наполеона їли полеглих коней, використовуючи замість солі і приправ порох, що викликало численні харчові отруєння.
У Німеччині та у Франції кінське м'ясо додають у копчені ковбаси.
У Туркменістані заборонено вживати конину в їжу.

## Ставлення в різних культурах
Хоч конину і їдять в різних країнах Європи та Азії, вона є табу в англомовних країнах, таких як Велика Британія, Ірландія, США (крім Канади). Також її не їдять цигани, жителі Бразилії та Індії. Конина не вживається в Іспанії, хоч країна і є великим експортером як живих коней, так і тушок.
В арабських країнах, конина вважається так званим «макрухом», тобто, вживати її в їжу можна, але не рекомендується. Вона є національною стравою в країнах Центральної Азії — Казахстані, Киргизії.
Це м'ясо заборонене для євреїв, з релігійних причин.
На території України конина широко вживалася за дохристиянських часів. У IX—XIII ст. це ще була поширена їжа міщан. Але впродовж двох століть після утвердження християнства конина виходила з повсякденного раціону, вважаючись «нечистою», «поганською», пізніше «татарською» їжею. Допускалося споживати її лише у випадку великого голоду. В народних легендах це пояснювалося тим, що коли цар Ірод шукав малого Ісуса Христа, то різна худоба перестала їсти траву, сіно та солому, аби батьки Ісуса могли Його там сховати. Лише коні з'їли свій корм, за що Бог їх прокляв. Водночас на м'ясо дикого коня тарпана заборона не поширювалась. Про це зокрема зазначав Гійом де Боплан, який із власних спостережень описав, що в XVII ст. на території України м'ясо тарпана прирівнювалося до м'яса вола та баранини. Табу на конину трималося до XX ст., що пояснюється не тільки асоціаціями конини з язичництвом, а й з високим статусом коня як «друга» чи «брата» людини (так само як собаки й кота).